# Апостольский нунций в Гондурасе
Апостольский нунций в Республике Гондурас — дипломатический представитель Святого Престола в Гондурасе. Данный дипломатический пост занимает церковно-дипломатический представитель Ватикана в ранге посла. Как правило, в Гондурасе апостольский нунций является дуайеном дипломатического корпуса, так как Гондурас — католическая страна. Апостольская нунциатура в Гондурасе была учреждена на постоянной основе в XIX веке. Её штаб-квартира находится в Тегусигальпе.
В настоящее время Апостольским нунцием в Гондурасе является архиепископ Симон Боливар Санчес Каррион, назначенный Папой Франциском 15 октября 2024 года.

## История
Апостольская интернунциатура Центральной Америки была создана в 1908 году. Она включала в себя Римско-католическую Церковь следующих государств Центральной Америки: Коста-Рики, Гватемалы, Гондураса, Никарагуа, Панамы и Сальвадора.
30 сентября 1933 года была основана Апостольская нунциатура в Гондурасе и Сальвадоре, которая в 1938 году была переименована в апостольскую нунциатуру Гондураса.

## Апостольские нунции в Гондурасе

### Апостольские делегаты
- Серафино Ваннутелли — (23 июля 1869 — 10 сентября 1875 — назначен апостольским нунцием в Бельгии);
- Марио Моченни — (14 августа 1877 — 28 марта 1882 — назначен апостольским интернунцием в Бразилии);

### Апостольские интернунции
- Джованни Кальеро — (26 октября 1908 — 6 декабря 1915) — возведён в кардиналы-священники с титулом церкви Сан-Бернардо-алле-Терме;
- Джованни Баттиста Маренко, S.D.B. — (7 января 1917 — 22 октября 1921);
- Анджело Ротта — (12 октября 1922 — 9 мая 1925 — назначен апостольским делегатом в Константинополь);
- Карло Кьярло — (28 января 1932 — 30 сентября 1933).

### Апостольские нунции
- Альбер Лёвами — (24 января 1934 — 1938 — назначен апостольским нунцием в Сальвадоре);
- Федерико Лунарди — (31 октября 1938 — 1947);
- Либерато Тости — (4 октября 1948 — 1949);
- Антонио Таффи — (9 января 1950 — 1958);
- Санте Порталупи — (29 января 1959 — 27 сентября 1967 — назначен апостольским делегатом в Ливии);
- Лоренцо Антонетти — (23 февраля 1968 — 29 июня 1973 — назначен апостольским про-нунцием в Заире);
- Габриэль Монтальво Игера — (14 июня 1974 — 18 марта 1980 — назначен апостольским про-нунцием в Алжире и Тунисе и апостольским делегатом в Ливии);
- Андреа Кордеро Ланца ди Монтедземоло — (25 октября 1980 — 1 апреля 1986 — назначен апостольским нунцием в Уругвае);
- Франческо Де Ниттис — (10 апреля 1986 года — 25 июня 1990 — назначен апостольским нунцием в Уругвае);
- Мануэл Монтейру де Каштру — (21 августа 1990 года — 12 апреля 1991);
- Луиджи Конти — (12 апреля 1991 — 15 мая 1999 — назначен апостольским нунцием в Турции и Туркменистане);
- Георг Паникулам — (4 декабря 1999 — 3 июля 2003 — назначен апостольским нунцием в Мозамбике);
- Антонио Аркари — (18 июля 2003 — 12 декабря 2008 — назначен апостольским нунцием Мозамбике);
- Луиджи Бьянко — (5 января 2013 — 12 июля 2014 — назначен апостольским нунцием в Эфиопии);
- Новатус Ругамбва — (5 марта 2015 — 29 марта 2019 — назначен апостольским нунцием в Новой Зеландии);
- Габор Пинтер — (12 ноября 2019 — 27 июля 2024 — назначен апостольским нунцием в Новой Зеландии);
- Симон Боливар Санчес Каррион — (15 октября 2024 — по настоящее время).